# Iňačovce
Iňačovce este o comună slovacă, aflată în districtul Michalovce din regiunea Košice. Localitatea se află la altitudinea de 103 m deasupra n.m., se întinde pe o suprafață de 17,35 km2 și în 2017 număra 763 de locuitori.

## Istoric
Localitatea Iňačovce este atestată documentar din 1417.

## Demografie
| An:                | 1994 | 2004    | 2014    | 2024    |
| ------------------ | ---- | ------- | ------- | ------- |
| Număr de persoane: | 570  | 630     | 759     | 909     |
| Diferență:         |      | +10,52% | +20,47% | +19,76% |

| An:                | 2023 | 2024   |
| ------------------ | ---- | ------ |
| Număr de persoane: | 896  | 909    |
| Diferență:         |      | +1,45% |